# Csiszár Klára
Csiszár Klára Antónia (Szatmárnémeti, 1981 –) magyar katolikus teológus, egyetemi professzor. A Linzi Katolikus Egyetem rektorhelyettese és Teológia Karának dékánja.

## Tanulmányai
2000-ben érettségizett Szatmárnémetiben a Kölcsey Ferenc Főgimnáziumban. 2000-2005 között Kolozsváron tanult teológiát és germanisztikát a Babeș–Bolyai Tudományegyetemen. 2002-2003 között az Universität Konstanzon tanult DAAD ösztöndíjjal.  2006-ban pasztorálpszichológiából szerzett mesteri fokozatot, 2009-ben doktori címet szerzett egyháztörténelemből, 2015-ben pedig habilitált pasztorális teológiából az Universität Wien Katolikus Teológia Karán Paul M. Zulehner szakmai irányítása alatt. Habilitációs munkájában a Szatmári Egyházmegyei Szinódusának példáját elemezve mutatja be a posztkommunista valóságban történő egyházfejlődést.

## Életpályája
2005-2009 között a Szatmári Egyházmegye ifjúsági irodájának volt a vezetője, 2005-2010 között az egyházmegyei pasztorális irodát vezette, mindeközben az egyházmegyei pasztorális tanács tagja volt.2010-2014 között a Bécsi Egyetemen ösztöndíjas kutató volt. 2014-2019 között a Német Püspöki Konferencia Világegyház és Misszió Intézetében a Jezsuiták Frankfurti Főiskoláján volt tudományos munkatárs majd ugyanitt a missziológia és interkulturális dialógus tanszék megbízott tanszékvezetője. 2019-től a Linzi Katolikus Egyetemen a pasztorális teológia tanszékvezető professzora.

## Főbb művei
- Bura László–Muhi Sándor–Csiszár Klára: A Kálvária templom. 1909–2009; előszó Schönberger Jenő; Profundis, Szatmárnémeti, 2009
- Megújult lendülettel. A szatmári jezsuiták története a 19-20. században;  Jezsuita, Bp., 2015
- Német László–Csiszár Klára: Gyógyító szeretet. Bevezetés a katolikus missziológiába; Szent István Társulat, Bp., 2022